# Michele Giambono
Michele Giambono  ou Michele di Taddeo, Giambono, Zambone, Zambono, Bono,
ou encore Michele Giovanni Boni (Venise, v. 1400 - v. 1462) est un mosaïste  et un peintre italien de l'école vénitienne qui fut actif à Venise au XVe siècle.

## Biographie
Michele Giambono a été un peintre italien et un mosaïste du début de la Renaissance actif à Venise et élève de Jacobello del Fiore. Il fut le dernier représentant à Venise du style du gothique international (archaïque et « à la manière grecque »).
Il influença le peintre Michele di Matteo lors de la réalisation de son Polytyque de sainte Hélène à Venise entre 1430 et 1437.

## Œuvres
- Polyptyque de Saint-Jacques (v. 1450), huile sur bois de 109 cm × 44 cm (panneau central), 88 cm × 29 cm (panneaux latéraux), Gallerie dell'Accademia de Venise.
- Le Rédempteur entre saint Bernardin et d'autres saints (1470), Gallerie dell'Accademia de Venise.
- Scènes de la vie de la Vierge (1431-1451), chapelle Mascoli, Basilique Saint-Marc de Venise.
  - Naissance de la Vierge (1431-1433), mosaïque,
  - Visitation (v. 1451), mosaïque.
- Saint Pierre (1445-1450), tempera et or sur bois, National Gallery of Art.
- Saint avec un livre, National Gallery.
- Vierge et l'Enfant, partie de polyptyque, Galleria G. Franchetti alla Ca' d'Oro, Venise.
- Vierge et l'Enfant (v. 1440), tableau de 56 cm × 47 cm Museo Correr, Venise.
- Saint Chrysogone d'Aquilé à cheval (v. 1450), tableau de 199 cm × 134 cm, Église San Trovaso, Venise.
- Portrait, Palazzo Rosso, Gênes.
- Couronnement de la Vierge (v. 1448), huile sur bois de 229 cm × 176 cm, Galleria dell'Accademia de Florence.
- L'Homme de douleurs (1420-1430), tempera et or sur bois, Metropolitan Museum of Art.
- Le voile de Véronique (v. 1400), tempera sur bois, Musées Civiques de Pavie[3]
- Portrait d'un saint évêque (v. 1400),  partie d'un polyptyque démembré et dispersé, Ashmolean Museum.
- Dormition de la Vierge,  musée municipal, Vérone.
- Fresques du tombeau Serego, Église Sant'Anastasia de Vérone
- Mariage mystique de Sainte Catherine d'Alexandrie (v. 1430), Musée des Beaux-Arts de Nîmes

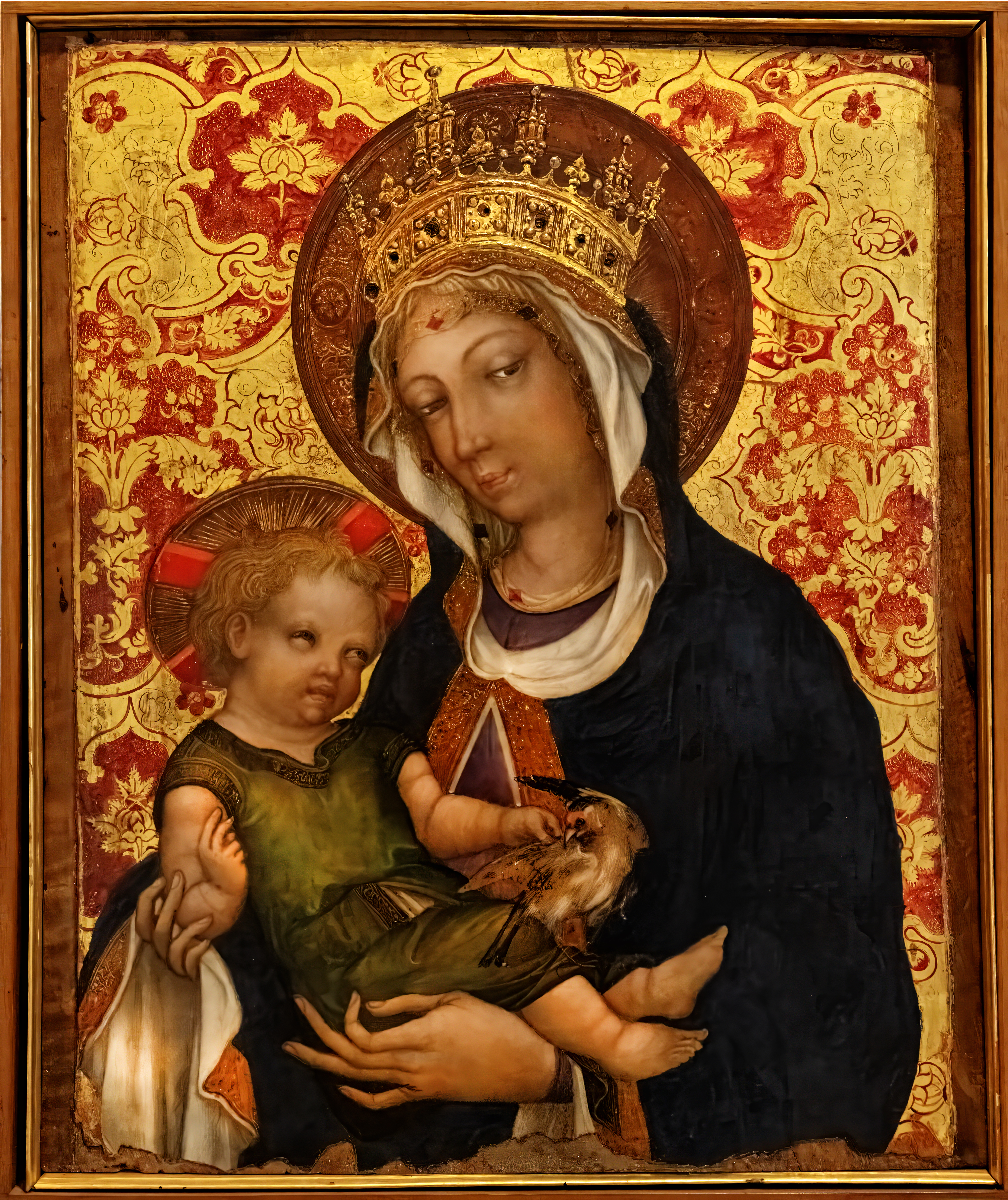
Vierge à l'Enfant tenant le chardonneret Musée Correr Venise
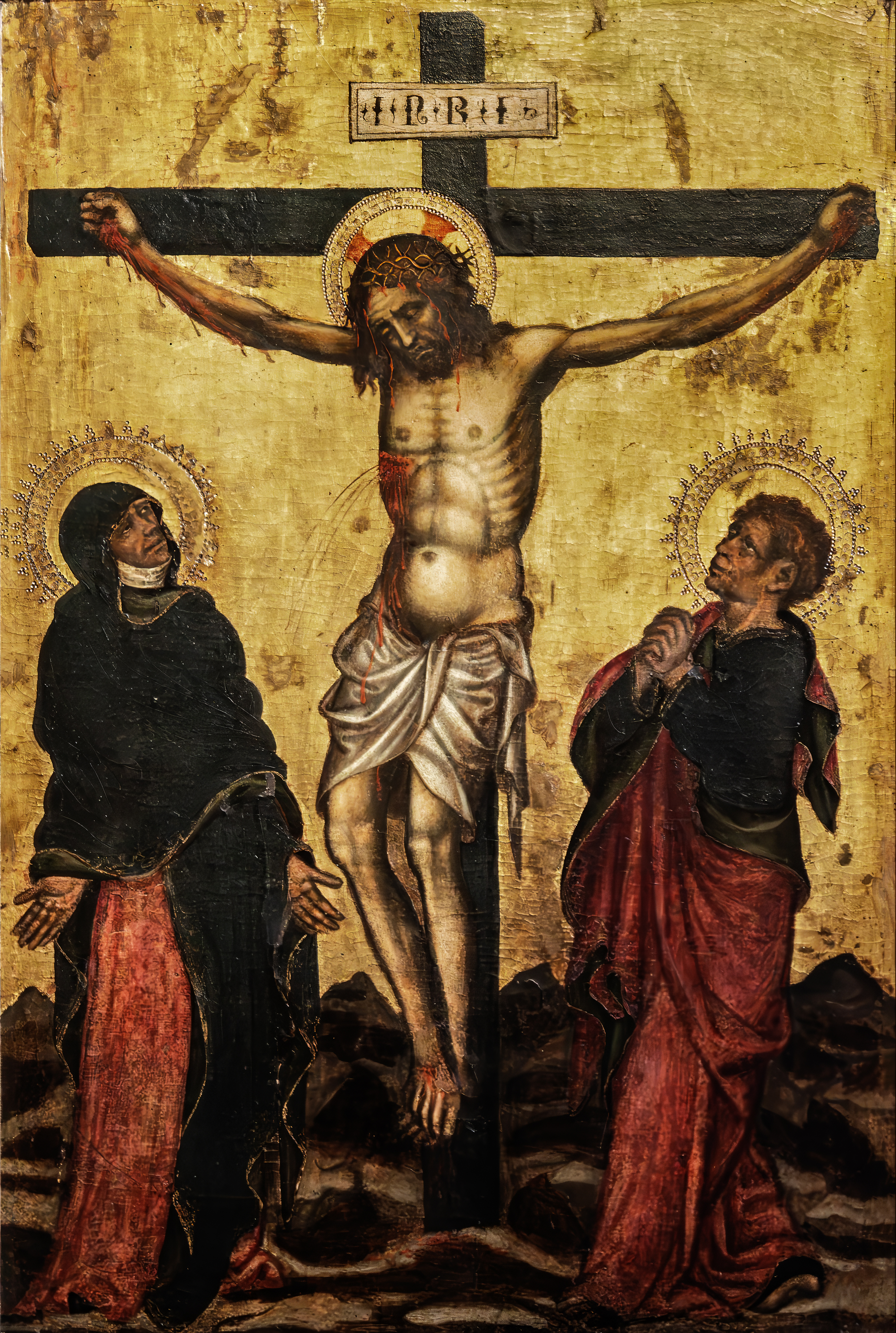
Cucifition Pinacoteca Querini Stampalia Venise